# Stefan Schmittmann

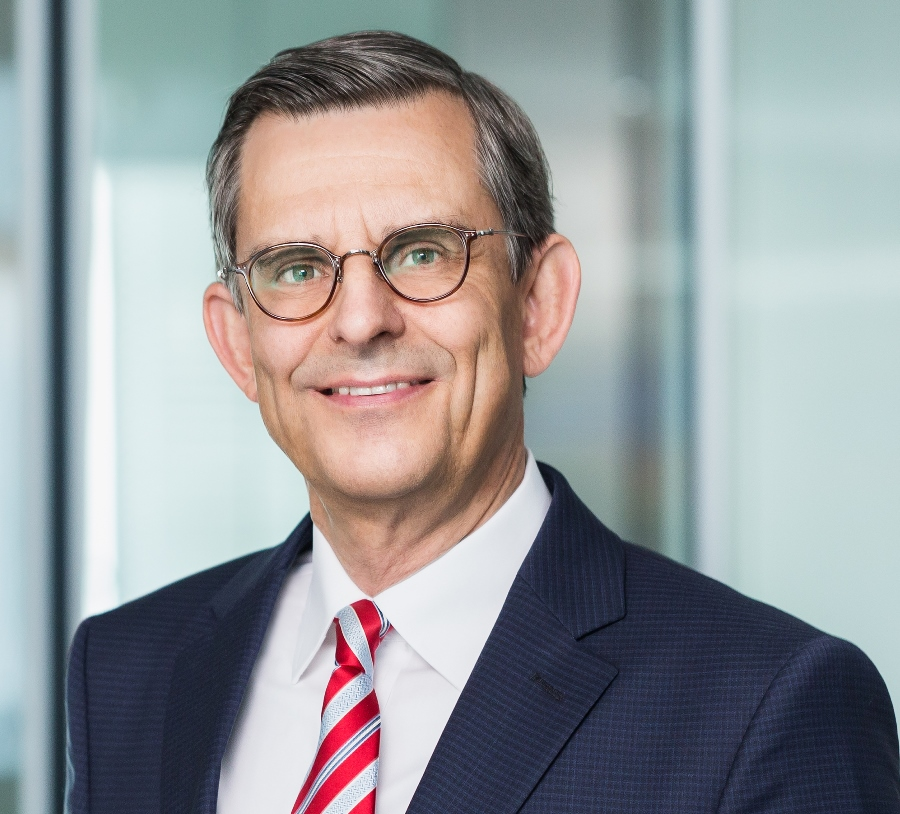
Stefan Schmittmann (2018)

Stefan Schmittmann (* 8. November 1956 in München) ist ein deutscher Manager.

## Leben
Von 1976 bis 1981 studierte Schmittmann Wirtschaftswissenschaften mit Vertiefung Bankwirtschaft an der Universität St. Gallen. Es folgte ein Doktorstudium, das er 1986 mit der Promotion zum Dr. oec. erfolgreich abschloss.
Stefan Schmittmann ist der Enkel von Heinrich Schmittmann, der 1950 zum ersten Präsidenten des Bundesfinanzhofs ernannt wurde, sowie der Großneffe des Sozialwissenschaftlers Benedikt Schmittmann. Schmittmann ist verheiratet, hat einen Sohn und lebt in München.

## Karriere
Schmittmann begann seine Laufbahn als wissenschaftlicher Mitarbeiter am Institut für Bankwirtschaft der Universität St. Gallen. 1986 wechselte er zur Bayerischen Vereinsbank (ab 1998 Bayerische Hypo- und Vereinsbank) nach München, wo er zuletzt Mitglied des Bereichsvorstands und Chief Credit Risk Officer war. Von 2004 bis 2005 war Schmittmann Vorstandssprecher der Vereins- und Westbank mit Sitz in Hamburg, einer Tochtergesellschaft der Bayerischen Hypo- und Vereinsbank. 2005 kehrte Schmittmann als Bereichsvorstand zur Bayerischen Hypo- und Vereinsbank zurück, wo er das Geschäft mit Firmenkunden und Freiberuflern in Deutschland führte. 2006 rückte er in den Vorstand auf.
2008 wechselte Schmittmann als Vorstand zur Commerzbank. Dort zeichnete er zunächst für das gewerbliche Immobiliengeschäft und das Geschäft in Mittel- und Osteuropa verantwortlich. Von Anfang 2009 bis Ende 2015 war er als Chief Risk Officer tätig. In dieser Zeit wickelte er als Aufsichtsratsvorsitzender die Eurohypo AG (früher Frankfurter Hypothekenbank) ab. Schmittmann war Aufsichtsrat zahlreicher Finanzinstitute, Handels- und Industrieunternehmen. Vom Mai 2018 bis August 2020 war er Aufsichtsratsvorsitzender der Commerzbank AG. Unter anderem war Schmittmann als Vorsitzender im Aufsichtsrat der Abwicklungsgesellschaft der Hypo Alpe Adria Bank, der Heta Asset Resolution tätig. Bis Februar 2020 war er zudem Aufsichtsratsvorsitzender der Commerz Real. Danach arbeitet er in verschiedenen Gremien u. a. der ECCM Bank plc in Malta und der  akf bank GmbH & Co. KG, Wuppertal.

## Auszeichnungen
- Großes Ehrenzeichen für Verdienste um die Republik Österreich (verliehen durch das Bundesministerium Finanzen im 13. März 2024)